# Aroostook County
Aroostook County är ett administrativt område i delstaten Maine, USA. Aroostook är ett av sexton countyn i staten och ligger i den norra delen och är det nordligaste countyt i Maine. År 2010 hade Aroostook County 71 870 invånare. Den administrativa huvudorten (county seat) är Houlton.

## Geografi
Enligt United States Census Bureau har countyt en total area på 17 687 km². 17 280 km² av den arean är land och 407 km² är vatten.
Några ortnamn med svensk anknytning i Aroostook County är Stockholm, New Sweden och Westmanland.

### Angränsande countyn
- Washington County, Maine - sydöst
- Penobscot County, Maine - syd
- Piscataquis County, Maine - syd
- Somerset County, Maine - sydväst
- gränsar till Kanada i norr, nordväst och nordöst.